# Michael Beavis
Sir Michael Gordon Beavis, KCB, CBE, AFC (* 13. August 1929; † 7. Juni 2020 in Pissouri, Zypern) war ein  britischer Offizier der Royal Air Force, der zuletzt als General (Air Chief  Marshal) stellvertretender Oberkommandierender der Alliierten Streitkräfte der NATO in Mitteleuropa AFCENT (Allied Forces Central Europe) war.

## Leben
Michael Gordon Beavis begann nach dem Besuch der Kilburn Grammar School am 8. September 1947 seine Offiziersausbildung am Royal Air Force College Cranwell und wurde nach deren Abschluss am 25. August 1949 als Leutnant (Pilot Officer) in die Royal Air Force (RAF) übernommen. Am 1. Oktober 1951 erfolgte seine Übernahme Berufssoldat (Permanent Commission) mit dem Dienstgrad eines Oberleutnants (Flying Officer). Am 1. Januar 1962 wurde ihm als Major (Squadron Leader) das Air Force Cross (AFC) verliehen, nachdem er zuvor im Juni 1961 mit einem strategischen Bomber vom Typ Avro Vulcan einen Non-Stopp-Flugrekord vom Militärflugplatz RAF Scampton zum Luftstützpunkt RAAF Base Richmond in Australien aufgestellt hatte.
Im Juli 1966 wurde Beavis als Oberstleutnant (Wing Commander) Kommandeur (Commanding Officer) der No. 10 Squadron RAF und verblieb in dieser Verwendung bis Oktober 1968. Im Anschluss wurde er 1968 Nachfolger von Air Commodore Christopher North-Lewis als Kommandant des Luftwaffenstützpunktes RAF Akrotiri auf Zypern und bekleidete diesen Posten bis 1969, woraufhin Air Commodore John Stacey seine Nachfolge antrat. In dieser Verwendung wurde er ebenfalls zum Brigadegeneral (Air Commodore) befördert. 1971 wechselte er ins Verteidigungsministerium und übernahm dort den Posten als stellvertretender Leiter der Abteilung für Verteidigungsgrundsatzpolitik. 1976 wurde er Leitender Luftwaffenstabsoffizier SASO (Senior Air Staff Officer) der Luftstreitkräfte in Deutschland (RAF Germany) sowie 1977 Generaldirektor der Ausbildungsabteilung im Luftwaffenstab. Als solcher wurde er am 11. Juni 1977 Commander des Order of the British Empire (CBE).
Am 27. Februar 1980 übernahm Beavis als Generalmajor (Air Vice Marshal) den Posten als Kommandant des Royal Air Force Staff College Bracknell und wurde damit Nachfolger von Air Vice Marshal John Curtiss. Er verblieb auf diesem Posten bis zu seiner Ablösung durch Air Vice Marshal David Parry-Evans am 21. April 1981. Im Anschluss löste er am 27. April 1981 als Generalleutnant (Air Marshal) John Gingell als Kommandierender General des Luftunterstützungskommando (RAF Support Command) ab und bekleidete diese Funktion bis zum 15. Februar 1984, woraufhin Air Marshal David Harcourt-Smith seine Nachfolge antrat. In dieser Verwendung wurde er am 13. Juni 1981 zum Knight Commander des Order of the Bath (KCB) geschlagen und führte seither den Namenszusatz „Sir“.
Zuletzt wurde Michael Gordon Beavis General (Air Chief Marshal) und übernahm am 14. März 1984 von Air Chief Marshal John Gingell den Posten als stellvertretender Oberkommandierender der Alliierten Streitkräfte der NATO in Mitteleuropa AFCENT (Allied Forces Central Europe). Diesen hatte er bis zu seiner Ablösung durch Air Chief Marshal Joseph Gilbert am 19. September 1986 inne. Er selbst schied daraufhin aus dem aktiven Militärdienst und trat in den Ruhestand.
Aus seiner 1949 geschlossenen Ehe mit Joy Marion Jones gingen eine Tochter und ein Sohn hervor.